# 케빈 라이언
케빈 라이언(Kevin Ryan, 1984년 6월 20일 ~ )은 아일랜드의 배우, 텔레비전 배우이다.
더블린에서 태어났다.

## 방송
- 길트
- 썬즈 오브 리버티
- 크로스본즈
- 카퍼 시즌2
- 카퍼 시즌1

## 영화
- 검은 숲 (2016년)
- 길트 (2016년)
- 패디스 인 더 부트 (2015년)
- 송 포 에이미 (2012년)
- 그렉 앤 에밀리아 (2008년)
- 우리 생애 나날들 (1965년)